# IDM-Saison 2023
Bei der Internationalen Deutschen Motorradmeisterschaft 2023 wurden Titel in den Klassen IDM Superbike, IDM Supersport 600, IDM Supersport 300 und IDM Sidecar vergeben.

## Punkteverteilung
Meister wurde derjenige Fahrer beziehungsweise der Hersteller, der bis zum Saisonende die meisten Punkte erzielt hatte. Bei der Punkteverteilung wurden die Platzierungen im Gesamtergebnis des jeweiligen Rennens berücksichtigt. Die fünfzehn erstplatzierten Fahrer jedes Rennens erhielten Punkte nach folgendem Schema:
| Punkteverteilung | Punkteverteilung | Punkteverteilung | Punkteverteilung | Punkteverteilung | Punkteverteilung | Punkteverteilung | Punkteverteilung | Punkteverteilung | Punkteverteilung | Punkteverteilung | Punkteverteilung | Punkteverteilung | Punkteverteilung | Punkteverteilung | Punkteverteilung |
| ---------------- | ---------------- | ---------------- | ---------------- | ---------------- | ---------------- | ---------------- | ---------------- | ---------------- | ---------------- | ---------------- | ---------------- | ---------------- | ---------------- | ---------------- | ---------------- |
| Platz            | 1                | 2                | 3                | 4                | 5                | 6                | 7                | 8                | 9                | 10               | 11               | 12               | 13               | 14               | 15               |
| Punkte           | 25               | 20               | 16               | 13               | 11               | 10               | 9                | 8                | 7                | 6                | 5                | 4                | 3                | 2                | 1                |

In die Wertung kamen alle erzielten Punkte.

## Superbike

### Rennergebnisse
| Nr. | Datum  | Rennen        | Pole-Position      | Lauf | Platz 1              | Platz 2              | Platz 3           | Schn. Rennrunde      | Gesamtführung      | Gesamtführung |
| Nr. | Datum  | Rennen        | Pole-Position      | Lauf | Platz 1              | Platz 2              | Platz 3           | Schn. Rennrunde      | Fahrer             | Konstrukteur  |
| --- | ------ | ------------- | ------------------ | ---- | -------------------- | -------------------- | ----------------- | -------------------- | ------------------ | ------------- |
| 1   | 13.05. | Sachsenring   | Florian Alt        | 1    | Illja Mychaltschyk   | Florian Alt          | Hannes Soomer     | Hannes Soomer        | Illja Mychaltschyk | BMW           |
| 1   | 13.05. | Sachsenring   | Florian Alt        | 2    | Florian Alt          | Patrick Hobelsberger | Hannes Soomer     | Patrick Hobelsberger | Florian Alt        | Honda         |
| 2   | 04.06. | Oschersleben  | Florian Alt        | 1    | Florian Alt          | Bastien Mackels      | Hannes Soomer     | Florian Alt          | Florian Alt        | Honda         |
| 2   | 04.06. | Oschersleben  | Florian Alt        | 2    | Florian Alt          | Hannes Soomer        | Bastien Mackels   | Hannes Soomer        | Florian Alt        | Honda         |
| 3   | 25.06. | Most          | Illja Mychaltschyk | 1    | Florian Alt          | Illja Mychaltschyk   | Hannes Soomer     | Florian Alt          | Florian Alt        | Honda         |
| 3   | 25.06. | Most          | Illja Mychaltschyk | 2    | Illja Mychaltschyk   | Florian Alt          | Bastien Mackels   | Illja Mychaltschyk   | Florian Alt        | Honda         |
| 4   | 23.07. | Schleiz       | Illja Mychaltschyk | 1    | Florian Alt          | Toni Finsterbusch    | Hannes Soomer     | Illja Mychaltschyk   | Florian Alt        | Honda         |
| 4   | 23.07. | Schleiz       | Illja Mychaltschyk | 2    | Illja Mychaltschyk   | Leandro Mercado      | Florian Alt       | Illja Mychaltschyk   | Florian Alt        | Honda         |
| 5   | 06.08. | Red Bull Ring | Garrett Gerloff    | 1    | Garrett Gerloff      | Loris Baz            | Philipp Steinmayr | Garrett Gerloff      | Florian Alt        | BMW           |
| 5   | 06.08. | Red Bull Ring | Garrett Gerloff    | 2    | Garrett Gerloff      | Loris Baz            | Philipp Steinmayr | Garrett Gerloff      | Florian Alt        | BMW           |
| 6   | 20.08. | Assen         | Illja Mychaltschyk | 1    | Illja Mychaltschyk   | Patrick Hobelsberger | Florian Alt       | Illja Mychaltschyk   | Florian Alt        | BMW           |
| 6   | 20.08. | Assen         | Illja Mychaltschyk | 2    | Illja Mychaltschyk   | Patrick Hobelsberger | Jan-Ole Jähnig    | Illja Mychaltschyk   | Florian Alt        | BMW           |
| 7   | 24.09. | Hockenheim    | Illja Mychaltschyk | 1    | Illja Mychaltschyk   | Patrick Hobelsberger | Hannes Soomer     | Illja Mychaltschyk   | Florian Alt        | BMW           |
| 7   | 24.09. | Hockenheim    | Illja Mychaltschyk | 2    | Patrick Hobelsberger | Hannes Soomer        | Bastien Mackels   | Patrick Hobelsberger | Florian Alt        | BMW           |

## Supersport

### Rennergebnisse
| Nr. | Datum  | Rennen        | Pole-Position        | Lauf | Platz 1                                                                      | Platz 2                                                                      | Platz 3                                                                      | Schn. Rennrunde                                                              | Gesamtführender      |              |
| Nr. | Datum  | Rennen        | Pole-Position        | Lauf | Platz 1                                                                      | Platz 2                                                                      | Platz 3                                                                      | Schn. Rennrunde                                                              | Fahrer               | Konstrukteur |
| --- | ------ | ------------- | -------------------- | ---- | ---------------------------------------------------------------------------- | ---------------------------------------------------------------------------- | ---------------------------------------------------------------------------- | ---------------------------------------------------------------------------- | -------------------- | ------------ |
| 1   | 13.05. | Sachsenring   | Melvin van der Voort | 1    | Melvin van der Voort                                                         | Twan Swmits                                                                  | Thomas Gradinger                                                             | Melvin van der Voort                                                         | Melvin van der Voort |              |
| 1   | 14.05. | Sachsenring   | Melvin van der Voort | 2    | Melvin van der Voort                                                         | Twan Swmits                                                                  | Andreas Kofler                                                               | Melvin van der Voort                                                         | Melvin van der Voort |              |
| 2   | 04.06. | Oschersleben  | Melvin van der Voort | 1    | Twan Smits                                                                   | Michal Prášek                                                                | Andreas Kofler                                                               | Michal Prášek                                                                | Twan Smits           |              |
| 2   | 04.06. | Oschersleben  | Melvin van der Voort | 2    | Twan Smits                                                                   | Thomas Gradinger                                                             | Andreas Kofler                                                               | Melvin van der Voort                                                         | Twan Smits           |              |
| 3   | 25.06. | Most          | Melvin van der Voort | 1    | Oli Bayliss                                                                  | Melvin van der Voort                                                         | Twan Smits                                                                   | Oli Bayliss                                                                  | Twan Smits           |              |
| 3   | 25.06. | Most          | Melvin van der Voort | 2    | Das Rennen wurde aufgrund von Ölspuren abgebrochen, ohne gewertet zu werden. | Das Rennen wurde aufgrund von Ölspuren abgebrochen, ohne gewertet zu werden. | Das Rennen wurde aufgrund von Ölspuren abgebrochen, ohne gewertet zu werden. | Das Rennen wurde aufgrund von Ölspuren abgebrochen, ohne gewertet zu werden. | Twan Smits           |              |
| 4   | 23.07. | Schleiz       | Melvin van der Voort | 1    | Melvin van der Voort                                                         | Twan Smits                                                                   | Martin Vugrinec                                                              | Melvin van der Voort                                                         | Twan Smits           |              |
| 4   | 23.07. | Schleiz       | Melvin van der Voort | 2    | Melvin van der Voort                                                         | Andreas Kofler                                                               | Thomas Gradinger                                                             | Melvin van der Voort                                                         | Twan Smits           |              |
| 5   | 06.08. | Red Bull Ring | Filip Feigl          | 1    | Andreas Kofler                                                               | Thomas Gradinger                                                             | Milan Merckelbagh                                                            | Leon Orgis                                                                   | Twan Smits           |              |
| 5   | 06.08. | Red Bull Ring | Filip Feigl          | 2    | Thomas Gradinger                                                             | Andreas Kofler                                                               | Melvin van der Voort                                                         | Andreas Kofler                                                               | Twan Smits           |              |
| 6   | 20.08. | Assen         | Andreas Kofler       | 1    | Melvin van der Voort                                                         | Thomas Gradinger                                                             | Andreas Kofler                                                               | Melvin van der Voort                                                         | Twan Smits           |              |
| 6   | 20.08. | Assen         | Andreas Kofler       | 2    | Twan Smits                                                                   | Melvin van der Voort                                                         | Thomas Gradinger                                                             | Twan Smits                                                                   | Twan Smits           |              |
| 7   | 24.09. | Hockenheim    | Twan Smits           | 1    | Twan Smits                                                                   | Melvin van der Voort                                                         | Thomas Gradinger                                                             | Twan Smits                                                                   | Twan Smits           |              |
| 7   | 24.09. | Hockenheim    | Twan Smits           | 2    | Melvin van der Voort                                                         | Thomas Gradinger                                                             | Twan Smits                                                                   | Twan Smits                                                                   | Melvin van der Voort |              |

## Supersport 300

### Rennergebnisse
| Nr. | Datum  | Rennen        | Pole-Position  | Lauf | Platz 1          | Platz 2          | Platz 3          | Schn. Rennrunde   | Gesamtführung    | Gesamtführung |
| Nr. | Datum  | Rennen        | Pole-Position  | Lauf | Platz 1          | Platz 2          | Platz 3          | Schn. Rennrunde   | Fahrer           | Konstrukteur  |
| --- | ------ | ------------- | -------------- | ---- | ---------------- | ---------------- | ---------------- | ----------------- | ---------------- | ------------- |
| 1   | 13.05. | Sachsenring   | Iñigo Iglesias | 1    | Dustin Schneider | Walid Khan       | Petr Svoboda     | Iñigo Iglesias    | Dustin Schneider | KTM           |
| 1   | 14.05. | Sachsenring   | Iñigo Iglesias | 2    | Iñigo Iglesias   | Lennox Lehmann   | Dirk Geiger      | Iñigo Iglesias    | Iñigo Iglesias   | KTM           |
| 2   | 03.06. | Oschersleben  | Walid Khan     | 1    | Walid Khan       | Iñigo Iglesias   | Dustin Schneider | Marvin Siebdrath  | Iñigo Iglesias   | KTM           |
| 2   | 04.06. | Oschersleben  | Walid Khan     | 2    | Walid Khan       | Dustin Schneider | Iñigo Iglesias   | Iñigo Iglesias    | Iñigo Iglesias   | KTM           |
| 3   | 24.06. | Most          | Iñigo Iglesias | 1    | Petr Svoboda     | Dirk Geiger      | Iñigo Iglesias   | Ferre Fleerackers | Iñigo Iglesias   | KTM           |
| 3   | 25.06. | Most          | Iñigo Iglesias | 2    | Iñigo Iglesias   | Petr Svoboda     | Dirk Geiger      | Ferre Fleerackers | Iñigo Iglesias   | KTM           |
| 4   | 22.07. | Schleiz       | Lennox Lehmann | 1    | Phillip Tonn     | Lennox Lehmann   | Iñigo Iglesias   | Max Zachmann      | Iñigo Iglesias   | KTM           |
| 4   | 23.07. | Schleiz       | Lennox Lehmann | 2    | Walid Khan       | Lennox Lehmann   | Ruben Bijman     | Phillip Tonn      | Walid Khan       | KTM           |
| 5   | 05.08. | Red Bull Ring | Phillip Tonn   | 1    | Phillip Tonn     | Iñigo Iglesias   | Walid Khan       | Ferre Fleerackers | Iñigo Iglesias   | KTM           |
| 5   | 06.08. | Red Bull Ring | Phillip Tonn   | 2    | Dirk Geiger      | Iñigo Iglesias   | Phillip Tonn     | Iñigo Iglesias    | Iñigo Iglesias   | KTM           |
| 6   | 19.08. | Assen         | Iñigo Iglesias | 1    | Loris Veneman    | Dirk Geiger      | Iñigo Iglesias   | Dirk Geiger       | Iñigo Iglesias   | KTM           |
| 6   | 20.08. | Assen         | Iñigo Iglesias | 2    | Iñigo Iglesias   | Dirk Geiger      | Kevin Sabatucci  | Dustin Schneider  | Iñigo Iglesias   | KTM           |
| 7   | 23.09. | Hockenheim    | Iñigo Iglesias | 1    | Iñigo Iglesias   | Dustin Schneider | Max Zachmann     | Dustin Schneider  | Iñigo Iglesias   | KTM           |
| 7   | 24.06. | Hockenheim    | Iñigo Iglesias | 2    | Walid Khan       | Iñigo Iglesias   | Oliver Svendsen  | Dustin Schneider  | Iñigo Iglesias   | KTM           |